# Cinnamon Cay
Cinnamon Cay je sprud na Američkim Djevičanskim otocima, smješten otprilike 11 km istočno od Trunk Caya u zaljevu Cinnamon Bay i 100 metara od obale na plaži Cinnamon Bay na otoku Saint John. Ima visinu od 10 metara. Otočić je nenaseljen, ali ga redovito posjećuju ronioci i kajakaši. Cinnamon Bay Watersports nudi kajake i opremu za ronjenje za putnike na obalu. Cinnamon Cay uglavnom je prekriven travom i kaktusima, a nalazi se unutar Nacionalnog parka Djevičanskih otoka.